# Utpala-Dynastie
Die Utpala-Dynastie regierte Kaschmir zwischen 855 und 939. Sie steht für eine erneute Blütezeit des Landes, wenn auch nicht so große außenpolitischen Erfolge wie unter den Karkota.
Der Dynastiegründer Avantivarman (reg. 855–883) stammte aus einem Ministergeschlecht, das zwei Jahrzehnte lang die Regierung für die letzten Karkota-Könige Kaschmirs ausgeübt hatte. Er war der Sohn des letzten Regenten (Mamma, Regent 850–855) und bewirkte eine wirtschaftlich und kulturelle Erneuerung, indem er Kriege vermied und die Barone mit Hilfe seines Ministers Shoor unter Kontrolle hielt. Für den wirtschaftlichen Aspekt stehen z. B. Wasserbauprojekte zur Produktionssteigerung unter dem Ingenieur Suya, für den kulturellen Aspekt eine Reihe bedeutender indischer Literaten aus Kaschmir.
Avantivarmans Sohn Samkaravarman (reg. 883–902) fügte das angrenzende Bergland und den Panjab wieder an und richtete dann sein Interesse auf Afghanistan. Dieses war inzwischen unter dem ersten Hindu-Shahi Lalliya (reg. ca. 870–902 in Udabhanda/Ohind) unabhängig geworden, welcher das Land um Kabul auch gegen die Moslems verteidigte. Samkaravarman zog zwar gegen Lalliya und besetzte sogar Kabul, konnte die Region aber nicht dauerhaft unter Kontrolle halten.
Samkaravarman verfolgte die Buddhisten, um sich deren umfangreichen Kirchenbesitz anzueignen. Seit dieser Zeit wanderten viele Buddhisten nach Westtibet ab. Mit der Brahmanenkaste stand der König auf ähnlich schlechten Fuß. Neben der Ausplünderung der Tempel und Konfiszierung ihres Eigentums legte Samkaravarman auch den Dörfern zusätzliche Verpflichtungen (Beförderung von Lasten) auf. 
Sein Nachfolger wurde der junge Gopalavarman (reg. 902–904), für den seine Mutter Sugandha (reg. 902/04–906) regierte. Sie und ihr General Prabhakar Deva schlossen einen Kompromiss mit den Hindu-Sahis: formell gliederten sie Afghanistan durch Einsetzung von Lalliyas Sohn Toramana als neuen König (Kamaluka, reg. 902–940) wieder an, praktisch wurde es unabhängig. Kurz danach brachen Wirren in Kaschmir aus, die schnelle Wechsel von drei bis vier Königen durch Einflussnahme von Stammesleuten, Baronen und der Prätorianer zur Folge hatten.
Schließlich kam es 917/18 auch zu einer Überschwemmung, bei der die Reisernte vernichtet wurde, so dass die Minister und die Soldaten der Leibwache mit dem Verkauf von gespeichertem Reis große Reichtümer erwarben. Das Volk hatte diese Abfolge von Misswirtschaft, Machtkämpfen und Orgien schließlich satt und bewirkte die Wahl des Königs Yassaskara (reg. 939–948, Selbstmord wegen unheilbarer Krankheit), den Sohn eines Günstlings von Königin Sugandha, unter dem sich das Land erholte. Damit endete auch die Utpala-Dynastie. (Die nächste bedeutende Dynastie war die Lohara-Dynastie.)